# Radio Nacional Córdoba
LRA7 Radio Nacional Córdoba o simplemente Radio Nacional, es una radio argentina que transmite en el 750 kHz de AM desde la Ciudad de Córdoba.  
La estación radial se inauguró el 26 de octubre de 1957. Actualmente tiene cobertura que comprende gran parte de la provincia y parte de las provincias de La Pampa, San Luis, Santa Fe y Santiago del Estero.
Retransmite parte de la programación de Radio Nacional Buenos Aires (Cabecera de Radio Nacional Argentina), completando con programas propios de la emisora.
Desde 2017, la señal 100.1 MHz de FM retransmite la señal de Radio Nacional Buenos Aires (AM 870 kHz).